# Les llàgrimes d'Angelina
Les llàgrimes d'Angelina és una comèdia satírica en tres actes i en vers, original de Josep Maria de Sagarra, estrenada al teatre Novetats de Barcelona, el dia 30 d'octubre de 1928.

## Repartiment de l'estrena
- Angelina: Josepa Fornés
- la tia Clàudia, tia d'Angelina: Maria Morera
- la tia Rosa, tia d'Angelina: Antònia Baró
- l'oncle Felip, oncle d'Angelina: Antoni de Gimbernat[2]
- l'oncle Honorat, oncle d'Angelina: Ramon Bañeras
- l'oncle Bartomeu, oncle d'Angelina: Domènec Aymerich
- la senyora Caterina, mare de Miqueló: Emília Baró
- Miqueló, pretendent d'Angelina: Joaquim García-Parreño
- el senyor Romeu, pretendent d'Angelina: Evelí Galceran
- Berenguer, cosí i amant d'Angelina: Joaquim Torrents
- Aurora, amiga d'Angelina: Elvira Jofre
- el doctor Alsina, metge d'Angelina: Josep Soler
- Agustí, criat d'Angelina: Francesc Ferràndiz
- Direcció: Manuel Salvat

## Edicions
- Les llàgrimes d'Angelina. Barcelona: Llibreria Bonavia, 1929[3]
- Catalunya teatral. Any IV, núm. 85. Barcelona, 15 setembre 1935. Llibreria Millà[4]